# Filotea. Wprowadzenie do życia pobożnego
Filotea. Wprowadzenie do życia pobożnego  (fr.: Introduction à la vie dévote) – dzieło św. Franciszka Salezego, ukończone w 1608 roku, wydane po raz pierwszy w 1609 roku, skierowane głównie do świeckich. Tytułowa Filotea to „miłująca Boga” – imię każdego, kto chce dążyć do osiągnięcia doskonałości chrześcijańskiej.

## Historia
U genezy Filotei leży zbiór listów skierowanych do Ludwiki de Charmoisy i innych świeckich, które posłużyły za podstawę treści. Z listami do pani Charmoisy zapoznał się o. Jean Fourier SI i zachęcał Franciszka Salezego do ich wydania w osobnej książce. Ostatecznie namówiony do działania Franciszek rozpoczął pracę nad książką, rozbudował niektóre myśli zawarte w listach i przystosował je do formy osobnej publikacji. Dzieło było gotowe już w sierpniu 1608 roku. Pierwsza wersja książki, wydana w 1609 roku w drukarni Pierre'a Rigaud w Lyonie, z uwagi na jej natychmiastowy sukces, była w następnych latach wydawana ponownie, a liczne poprawki uzupełniał sam św. Franciszek Salezy. Ostateczna wersja dzieła biskupa Genewy została wydana w 1619 roku.
Filotea trafiła do kanonu literatury duchowości chrześcijańskiej. Była wielokrotnie wydawana i przekładana na wiele języków europejskich. Za życia autora miała czterdzieści wydań, a do 1656 roku została przetłumaczona na siedemnaście języków. 

## Tematyka
Autor Filotei przekonuje, że świętość nie przekracza ludzkich sił i jest możliwa dla każdego, dzięki łasce, którą człowiek jest obdarowany. Do świętości powinni dążyć zatem ludzie wszystkich stanów, a więc również zwykli świeccy. Książka zawiera porady i wskazówki, których adresatką jest tytułowa Filotea. W prostej formie autor przekazuje zasady życia chrześcijańskiego, przydatne świeckim. Św. Franciszek Salezy pisał w Filotei m.in. o konieczności oczyszczenia z grzechów, proponował codzienny, całościowy program ćwiczeń duchowych dla świeckich. 

## Przekłady na język polski
Po raz pierwszy na polski Filotea została przetłumaczona w 1679 r. przez kardynała Jana Kazimierza Denhoffa pt. Droga życia pobożnego. W XIX wieku dzieło ukazywało się w przekładach ks. Aleksandra Jełowickiego i ks. Antoniego Stabika. W 1887 roku ks. Cezary Wyszyński wydał dzieło w wersji dla młodzieży, pozbawione niektórych rozdziałów i fragmentów.  
W 1928 roku Filoteę w przekładzie ks. Hermana Libińskiego SJ wydało Wydawnictwo Księży Jezuitów. Na Wielki Jubileusz Roku 2000 ukazało się tłumaczenie we współczesnym przekładzie s. Marii Bronisławy Bzowskiej VSM.